# Sarah Ludford
Sarah Ann Ludford, baronessa Ludford (ur. 14 marca 1951 w Halesworth) – brytyjska polityk, członkini Izby Lordów, deputowana do Parlamentu Europejskiego V, VI i VII kadencji.

## Życiorys
Ukończyła ekonomię i historię powszechną w London School of Economics. Praktykowała jako adwokat, pracowała w departamencie środowiska. Od 1979 do 1985 była urzędnikiem w Komisji Europejskiej. Później, do 1999, związana z branżą finansową i doradczą.
Zaangażowała się też w działalność polityczną w ramach Liberalnych Demokratów, w latach 1991–1998 była wiceprzewodniczącą komitetu politycznego tej partii. Od 1991 do 1999 zasiadała w radzie londyńskiej dzielnicy Islington. W 1997 została mianowana członkiem Izby Lordów z tytułem baronessy Ludford.
W 1999 i 2004 z listy Liberalnych Demokratów uzyskiwała mandat deputowanej do Parlamentu Europejskiego. W wyborach w 2009 skutecznie ubiegała się o reelekcję. W VII kadencji przystąpiła ponownie wraz z liberałami do grupy Porozumienia Liberałów i Demokratów na rzecz Europy, została też członkinią Komisji Wolności Obywatelskich, Sprawiedliwości i Spraw Wewnętrznych.